# Ru de l'Étang
Pour les articles homonymes, voir Étang.
Le Ru de l'Étang est un cours d'eau français qui coule dans le département de Seine-et-Marne, en région Île-de-France. 

## Géographie
De 10,1 kilomètres de longueur, le Ru de l'Étang naît dans la commune de Forges et, se jette dans l'aqueduc de la Voulzie à Saint-Germain-Laval,.

### Communes traversées
Le Ru de l'Étang traverse quatre communes, soit d'amont vers l'aval : Forges, Laval-en-Brie, Salins et 
Saint-Germain-Laval, toutes situées dans le département de Seine-et-Marne.

### Bassin versant
Son bassin versant correspond à une zone hydrographique traversée « La Seine du confluent de l'Auxence (exclu) au confluent de l'Yonne (exclu) (F243) ) ». Il est constitué à 65,16 % de « territoires agricoles », 30,73 % de « forêts et milieux semi-naturels », 3,27 % de « territoires artificialisés », 0,80 % de « surfaces en eau » et 0,04 % de « zones humides ».

## Affluents
Le Ru de l'Étang a 1 affluent référencé et 1 sous-affluent :
- le ru Bêlant, 1,77 km ;
  - le fossé 01 de la Mare aux Loups, 2,92 km.

Donc, son rang de Strahler est de trois.